# Vasilij I av Moskva
Vasilij I av Moskva (ry. Василий I Дмитриевич) (1371–1425) var en storfurste av Moskvariket och son till Dmitrij Donskoj. 